# 葛西臨海公園站
葛西臨海公園站（日语：／ Kasai-rinkai-kōen eki */?）是位於日本東京都江戶川區臨海町六丁目，屬於東日本旅客鐵道（JR東日本）京葉線的鐵路車站。車站編號是JE 06。本站是江戶川區最南端的車站，除京葉線列車停靠此站外，途經西船橋站直通的武藏野線列車也在本站停靠。

## 車站構造
本站為島式月台1面2線之高架車站，外側設有供快速、特急列車通過本站的路軌。也因為這個原因，本站也是京葉線內其中一個具有列車待避功能的車站。由於通過線是連接道岔直線的一邊，故每當普通列車駛進或離開車站時，均須經過道岔區線的一邊進入原來的軌道，使列車搖晃。

### 月台配置
| 月台 | 路線     | 方向 | 目的地                           |
| ---- | -------- | ---- | -------------------------------- |
| 1    | 京葉線   | 下行 | 舞濱、新浦安、海濱幕張、蘇我方向 |
| 1    | 武藏野線 | -    | 西船橋、新松戶方向               |
| 2    | 京葉線   | 上行 | 新木場、東京方向                 |

（來源：JR東日本:車站構內圖 （页面存档备份，存于））

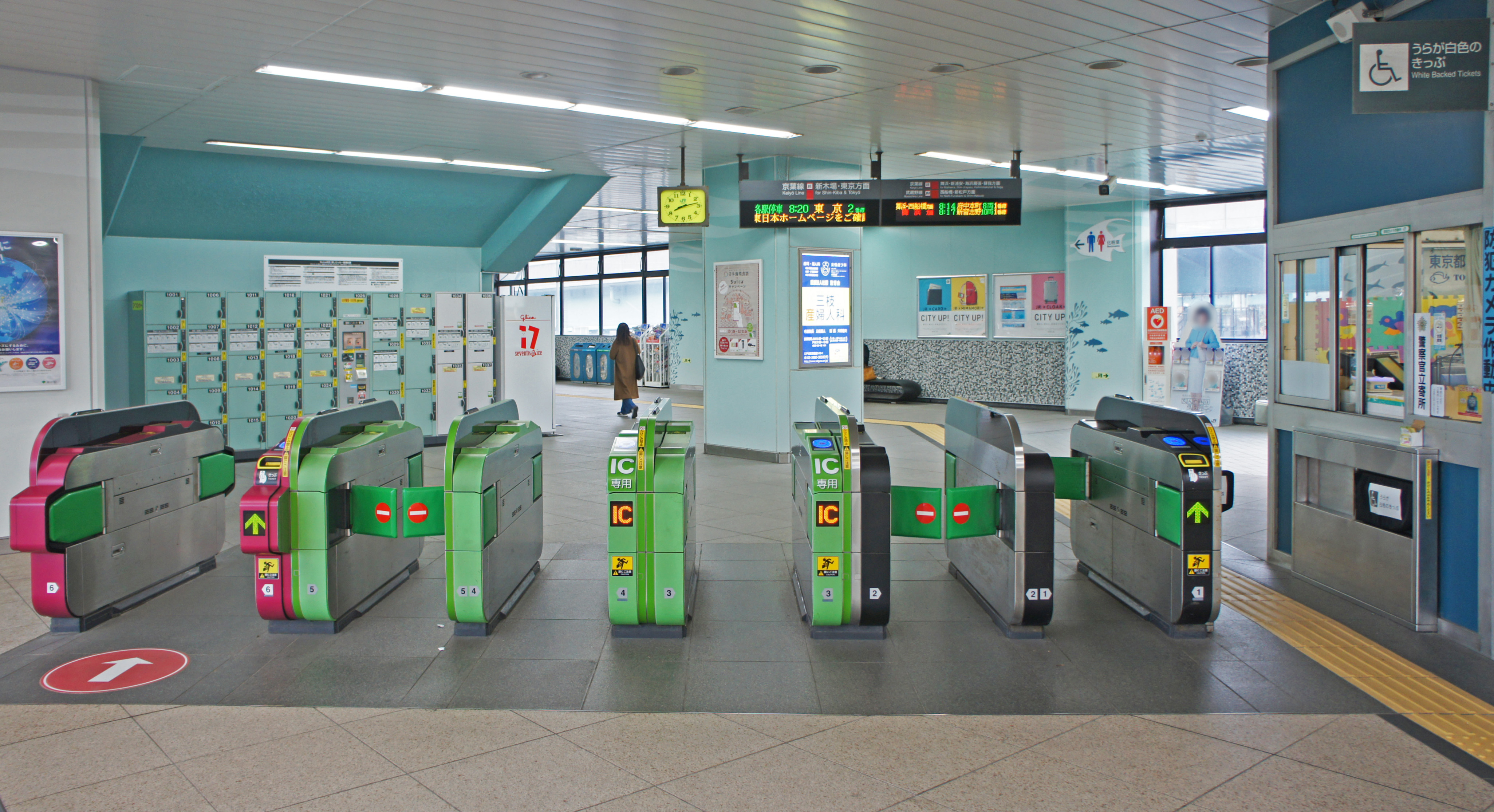
閘口（2019年12月）
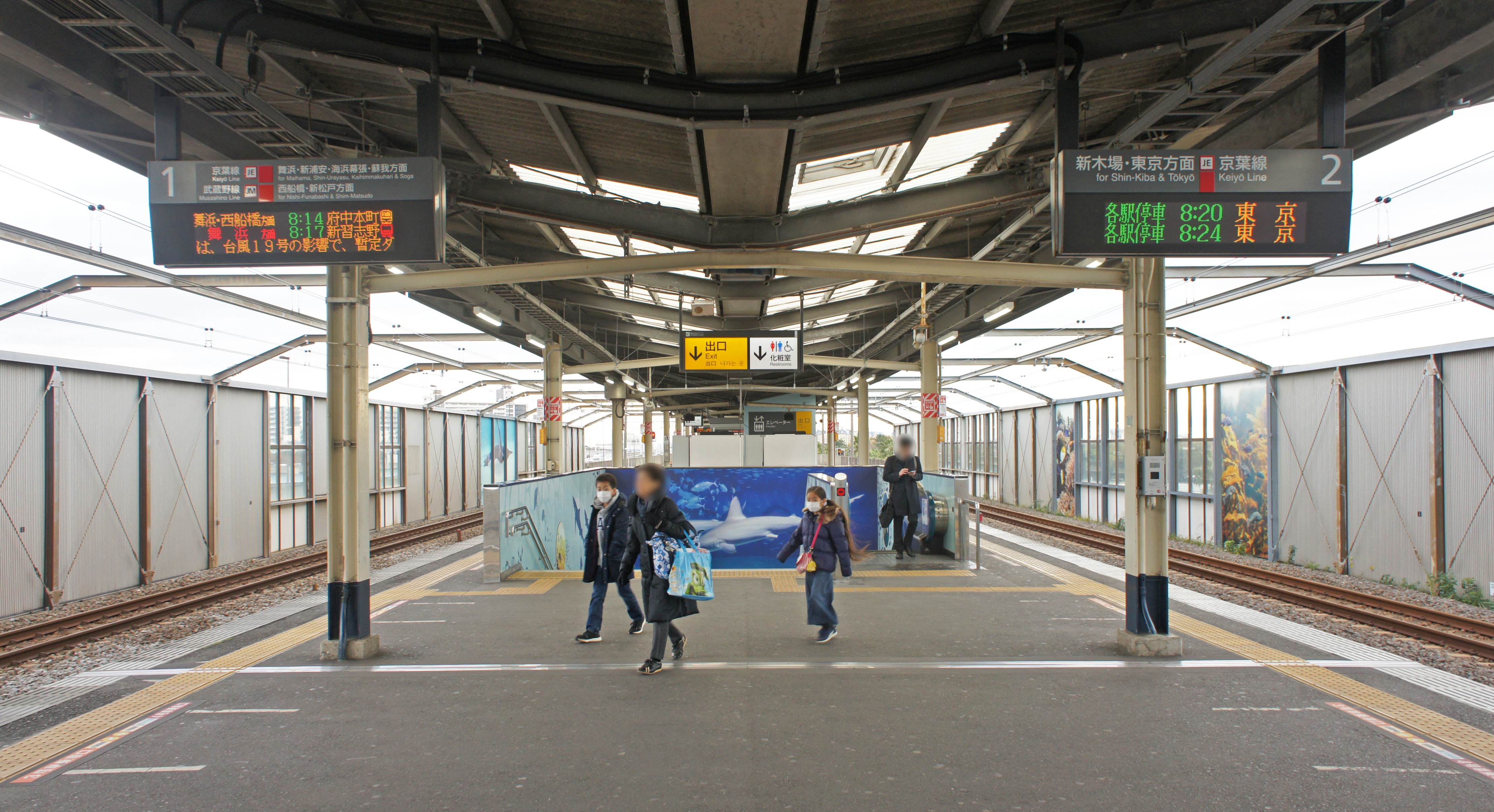
月台（2019年12月）

## 使用情況
2019年（令和元年）度的1日平均上車人次為13,701人。東京都區內的JR車站當中，次於越中島站、上中里站、尾久站、三河島站、潮見站，使用人數排行尾6。
近年的推移如下表。
| 年度               | 1日平均 上車人次 | 來源     |
| ------------------ | ---------------- | -------- |
| 1990年（平成02年） | 6,893            | [ * 1 ]  |
| 1991年（平成03年） | 8,063            | [ * 2 ]  |
| 1992年（平成04年） | 8,556            | [ * 3 ]  |
| 1993年（平成05年） | 8,800            | [ * 4 ]  |
| 1994年（平成06年） | 8,548            | [ * 5 ]  |
| 1995年（平成07年） | 8,913            | [ * 6 ]  |
| 1996年（平成08年） | 9,090            | [ * 7 ]  |
| 1997年（平成09年） | 8,748            | [ * 8 ]  |
| 1998年（平成10年） | 8,627            | [ * 9 ]  |
| 1999年（平成11年） | 8,841            | [ * 10 ] |
| 2000年（平成12年） | 9,566            | [ * 11 ] |
| 2001年（平成13年） | 10,695           | [ * 12 ] |
| 2002年（平成14年） | 10,543           | [ * 13 ] |
| 2003年（平成15年） | 10,866           | [ * 14 ] |
| 2004年（平成16年） | 11,003           | [ * 15 ] |
| 2005年（平成17年） | 11,602           | [ * 16 ] |
| 2006年（平成18年） | 11,742           | [ * 17 ] |
| 2007年（平成19年） | 12,114           | [ * 18 ] |
| 2008年（平成20年） | 12,124           | [ * 19 ] |
| 2009年（平成21年） | 11,988           | [ * 20 ] |
| 2010年（平成22年） | 11,998           | [ * 21 ] |
| 2011年（平成23年） | 11,644           | [ * 22 ] |
| 2012年（平成24年） | 12,198           | [ * 23 ] |
| 2013年（平成25年） | 12,899           | [ * 24 ] |
| 2014年（平成26年） | 12,829           | [ * 25 ] |
| 2015年（平成27年） | 13,325           | [ * 26 ] |
| 2016年（平成28年） | 13,356           | [ * 27 ] |
| 2017年（平成29年） | 13,644           | [ * 28 ] |
| 2018年（平成30年） | 13,729           | [ * 29 ] |
| 2019年（令和元年） | 13,701           |          |

## 历史
- 1988年（昭和63年）12月1日：葛西臨海公園站開業。開業前車站曾暫名為「葛西灣」。
- 1995年（平成7年）12月1日：通過本站的路軌落成啟用。
- 2001年（平成13年）11月18日：智能卡系統Suica投入服務。
- 2007年（平成19年）3月22日：以發車音樂取代原有的發車鐘聲。1號月台使用音樂名為「海邊散步｣（海辺の散歩），2號月台使用音樂名為「公園的楓樹」（公園の楓）。
- 2014年（平成26年）4月1日：綠窗口結束營業。

## 相鄰車站
東日本旅客鐵道
 京葉線
■通勤快速、■快速
通過
■各站停車（包括直通武藏野線）
新木場（JE 05）－葛西臨海公園（JE 06）－舞濱（JE 07）

### 使用情況
1. ↑  .   [2017-12-25]. （原始内容存档于2016-04-01）.
2. ↑  統計江戸川 （页面存档备份，存于） - 江戸川区

JR東日本2000年度以後的上車人次
1. ↑  各駅の乗車人員（2000年度） （页面存档备份，存于） - JR東日本
2. ↑  各駅の乗車人員（2001年度） （页面存档备份，存于） - JR東日本
3. ↑  各駅の乗車人員（2002年度） （页面存档备份，存于） - JR東日本
4. ↑  各駅の乗車人員（2003年度） （页面存档备份，存于） - JR東日本
5. ↑  各駅の乗車人員（2004年度） （页面存档备份，存于） - JR東日本
6. ↑  各駅の乗車人員（2005年度） （页面存档备份，存于） - JR東日本
7. ↑  各駅の乗車人員（2006年度） （页面存档备份，存于） - JR東日本
8. ↑  各駅の乗車人員（2007年度） （页面存档备份，存于） - JR東日本
9. ↑  各駅の乗車人員（2008年度） （页面存档备份，存于） - JR東日本
10. ↑  各駅の乗車人員（2009年度） （页面存档备份，存于） - JR東日本
11. ↑  各駅の乗車人員（2010年度） （页面存档备份，存于） - JR東日本
12. ↑  各駅の乗車人員（2011年度） （页面存档备份，存于） - JR東日本
13. ↑  各駅の乗車人員（2012年度） （页面存档备份，存于） - JR東日本
14. ↑  各駅の乗車人員（2013年度） （页面存档备份，存于） - JR東日本
15. ↑  各駅の乗車人員（2014年度） （页面存档备份，存于） - JR東日本
16. ↑  各駅の乗車人員（2015年度） （页面存档备份，存于） - JR東日本
17. ↑  各駅の乗車人員（2016年度） （页面存档备份，存于） - JR東日本
18. ↑  各駅の乗車人員（2017年度） （页面存档备份，存于） - JR東日本
19. ↑  各駅の乗車人員（2018年度） （页面存档备份，存于） - JR東日本
20. ↑  各駅の乗車人員（2019年度） （页面存档备份，存于） - JR東日本

東京都統計年鑑
1. ↑  .   [2020-07-29]. （原始内容存档于2016-03-05）.
2. ↑  .   [2020-07-29]. （原始内容存档于2016-03-05）.
3. ↑  .   [2017-12-25]. （原始内容存档于2013-08-15）.
4. ↑  .   [2017-12-25]. （原始内容存档于2013-02-03）.
5. ↑  .   [2017-12-25]. （原始内容存档于2013-02-03）.
6. ↑  .   [2017-12-25]. （原始内容存档于2013-02-03）.
7. ↑  .   [2017-12-25]. （原始内容存档于2013-02-03）.
8. ↑  .   [2017-12-25]. （原始内容存档于2016-03-04）.
9. ↑  東京都統計年鑑（平成10年）PDF
10. ↑  東京都統計年鑑（平成11年）PDF
11. ↑  .   [2017-12-25]. （原始内容存档于2016-03-04）.
12. ↑  .   [2017-12-25]. （原始内容存档于2016-03-04）.
13. ↑  東京都統計年鑑（平成14年）[永久]
14. ↑  東京都統計年鑑（平成15年）[永久]
15. ↑  東京都統計年鑑（平成16年）[永久]
16. ↑  東京都統計年鑑（平成17年）[永久]
17. ↑  東京都統計年鑑（平成18年）[永久]
18. ↑  東京都統計年鑑（平成19年）[永久]
19. ↑  東京都統計年鑑（平成20年）[永久]
20. ↑  .   [2017-12-25]. （原始内容存档于2016-03-26）.
21. ↑  .   [2017-12-25]. （原始内容存档于2016-03-27）.
22. ↑  .   [2017-12-25]. （原始内容存档于2016-03-25）.
23. ↑  .   [2017-12-25]. （原始内容存档于2016-03-27）.
24. ↑  .   [2017-12-25]. （原始内容存档于2016-03-22）.
25. ↑  .   [2017-12-25]. （原始内容存档于2017-07-30）.
26. ↑  .   [2017-12-25]. （原始内容存档于2018-11-09）.
27. ↑  .   [2020-07-29]. （原始内容存档于2019-05-02）.
28. ↑  .   [2020-07-29]. （原始内容存档于2019-12-03）.
29. ↑  .   [2020-07-29]. （原始内容存档于2020-08-04）.

## 外部連結
- 車站資訊（葛西臨海公園）：東日本旅客鐵道

35°38′39.87″N 139°51′41.47″E / 35.6444083°N 139.8615194°E